# Brunelliaceae
Famille
Classification APG III (2009)
La famille des Brunelliacées regroupe des plantes dicotylédones ; elle comprend une soixantaine d'espèces du genre Brunellia.
Ce sont des grands arbres à feuilles persistantes d'Amérique tropicale.

## Étymologie
Le nom vient du genre type Brunellia nommé en hommage au botaniste italien Gabriel Brunelli, professeur à l'université de Bologne et auteur d'une flore du Pérou.

## Classification
Cette famille n'existait pas dans la classification phylogénétique APG (1998) où ce genre était inclus dans les Cunoniacées.
Elle fut acceptée par la classification phylogénétique APG III (2009).

## Liste des genres
Selon World Checklist of Selected Plant Families (WCSP) (13 mai 2010), NCBI (13 mai 2010), DELTA Angio (13 mai 2010) et ITIS (13 mai 2010) :
- genre Brunellia (en)  Ruiz & Pavón

## Liste des espèces
Selon World Checklist of Selected Plant Families (WCSP) (13 mai 2010) :
- genre Brunellia (en)  Ruiz & Pav. (1794)
  - Brunellia acostae  Cuatrec. (1954)
  - Brunellia acutangula  Bonpl. (1808)
  - Brunellia almaguerensis  Cuatrec. (1970)
  - Brunellia amayensis  C.I.Orozco (1986)
  - Brunellia antioquensis  (Cuatrec.) Cuatrec. (1985)
  - Brunellia boliviana  Britton ex Rusby (1893)
  - Brunellia boqueronensis  Cuatrec. (1970)
  - Brunellia briquetii  Baehni (1938)
  - Brunellia brunnea  J.F.Macbr. (1934)
  - Brunellia cayambensis  Cuatrec. (1970)
  - Brunellia colombiana  Cuatrec. (1942)
  - Brunellia comocladifolia  Bonpl. (1808)
  - Brunellia coroicoana  Cuatrec. (1970)
  - Brunellia costaricensis  Standl. (1927)
  - Brunellia cuatrecasana  C.I.Orozco (1985)
  - Brunellia cutervensis  Cuatrec. (1985)
  - Brunellia cuzcoensis  Cuatrec. (1970)
  - Brunellia dichapetaloides  J.F.Macbr. (1934)
  - Brunellia dulcis  J.F.Macbr. (1934)
  - Brunellia ecuadoriensis  Cuatrec., Fieldiana (1951)
  - Brunellia elliptica  Cuatrec. (1942)
  - Brunellia espinalii  Cuatrec. (1985)
  - Brunellia farallonensis  Cuatrec. (1970)
  - Brunellia foreroi  C.I.Orozco (1981)
  - Brunellia glabra  Cuatrec. (1954)
  - Brunellia goudotii  Tul., Ann. Sc. Nat. (1847)
  - Brunellia hexasepala  Loes. (1906)
  - Brunellia hiltyana  Cuatrec. (1985)
  - Brunellia hygrothermica  Cuatrec., Fieldiana (1951)
  - Brunellia inermis  Ruiz & Pav. (1794)
  - Brunellia integrifolia  Szyszyl., Rozpr. Akad. Umiejetn. (1894)
  - Brunellia latifolia  Cuatrec. (1945)
  - Brunellia littlei  Cuatrec. (1954)
  - Brunellia macrophylla  Killip & Cuatrec. (1942)
  - Brunellia mexicana  Standl. (1927)
  - Brunellia morii  Cuatrec. (1985)
  - Brunellia neblinensis  Steyerm. & Cuatrec. (1987)
  - Brunellia occidentalis  Cuatrec. (1945)
  - Brunellia oliveri  Britton (1889)
  - Brunellia ovalifolia  Bonpl. (1808)
  - Brunellia pallida  Cuatrec. (1941)
  - Brunellia pauciflora  Cuatrec. & C.I.Orozco (1991 publ. 1992)
  - Brunellia penderiscana  Cuatrec. (1970)
  - Brunellia pitayensis  Cuatrec. (1985)
  - Brunellia propinqua  Kunth (1824)
  - Brunellia putumayensis  Cuatrec. (1941)
  - Brunellia racemifera  Tul., Ann. Sc. Nat. (1847)
  - Brunellia rhoides  Rusby (1907)
  - Brunellia rufa  Killip & Cuatrec. (1941)
  - Brunellia sibundoya  Cuatrec. (1942)
  - Brunellia standleyana  Cuatrec. (1970)
  - Brunellia stenoptera  Diels (1940)
  - Brunellia stuebelii  Hieron. (1895)
  - Brunellia subsessilis  Killip & Cuatrec. (1954)
  - Brunellia tomentosa  Bonpl. (1808)
  - Brunellia trianae  Cuatrec. (1945)
  - Brunellia trigyna  Cuatrec. (1942)
  - Brunellia velutina  Cuatrec., Fieldiana (1951)
  - Brunellia weberbaueri  Loes. (1906)
  - Brunellia zamorensis  Steyerm. (1963)